# John Abbott
John Joseph Caldwell Abbott (ur. 12 marca 1821, zm. 30 października 1893) – premier Kanady w latach od 1891 do 1892 z ramienia Partii Konserwatywnej.

## Życiorys
Urodził się w St. Andrews w Quebecu – był pierwszym premierem urodzonym w Kanadzie. Abbott był żonaty z Mary Bethune, z którą miał czworo dzieci. W 1854 otrzymał dyplom prawnika Uniwersytetu McGilla, po czym założył znane biuro adwokackie. Z czasem stał się liderem angielskiej społeczności w Montrealu, by później zostać burmistrzem tego miasta.
Będąc wielokrotnie wybieranym do Izby Gmin Parlamentu Kanady, w 1887 został nominowany senatorem. Znany ze swych administracyjnych zdolności, wkrótce znalazł swoje miejsce w gabinecie premiera Johna Macdonalda, by awansować do rangi jego nieformalnego zastępcy. Nie było więc niespodzianką, że po śmierci Macdonalda to on przejął przywództwo w Partii Konserwatywnej, a co za tym idzie objął fotel Premiera Kanady. W czasie swego krótkiego urzędowania skupił się na porządkowaniu spraw rządowych pozostawionych przez Macdonalda w nieładzie. Wskutek pogarszającego się stanu zdrowia zrezygnował z pełnienia swych funkcji. Zmarł po niecałym roku. Został pochowany na cmentarzu Mount Royal.